# Hrabstwo Fulton (Pensylwania)
Fulton – hrabstwo w stanie Pensylwania w USA. Populacja liczy 14845 mieszkańców (stan według spisu z 2010 roku).
Powierzchnia hrabstwa to 1134 km². Gęstość zaludnienia wynosi 13,0 osób/km².

## Miejscowości

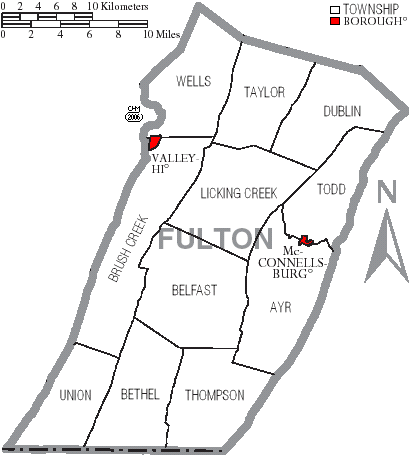
Rozmieszczenie miast i Broughs na mapie hrabstwa

### Boroughs
| - McConnellsburg - Valley-Hi |